# Пастураго (Милано)
Пастураго је насеље у Италији у округу Милано, региону Ломбардија.
Према процени из 2011. у насељу је живело 705 становника. Насеље се налази на надморској висини од 100 м.